# Liste der Einträge im National Register of Historic Places im Lipscomb County
Die Liste der Registered Historic Places im Lipscomb County führt alle Bauwerke und historischen Stätten im texanischen Lipscomb County auf, die in das National Register of Historic Places aufgenommen wurden.

## Aktuelle Einträge
| Lfd. Nr. | Name im NRHP               | Bild | Datum der Eintragung | Adresse/Lage      | Ort      | NRHP-ID  | Beschreibung |
| -------- | -------------------------- | ---- | -------------------- | ----------------- | -------- | -------- | ------------ |
| 1        | Lipscomb County Courthouse |      | 9. Juli 2008         | Courthouse Square | Lipscomb | 08000730 |              |